# Ducado de Austria
El Ducado de Austria (en alemán: Herzogtum Österreich) fue un principado medieval del Sacro Imperio Romano Germánico, establecido en 1156 por el Privilegium Minus, cuando la Marca de Austria (Ostarrîchi) fue separada del Ducado de Baviera y elevada a ducado por derecho propio. Después de que los duques gobernantes de la Casa de Babenberg se extinguieran sin descendencia masculina, hubo hasta tres décadas de rivalidad en la sucesión y el gobierno (partes de este período reciben en ocasiones la denominación de primera guerra de sucesión austriaca), hasta que el rey alemán Rodolfo I de Habsburgo se hizo cargo del dominio como el primer monarca de la dinastía de los Habsburgo en 1276. A partir de entonces, Austria se convirtió en patrimonio y patria ancestral de la dinastía y el núcleo de la monarquía de los Habsburgo. En 1453, el título de archiduque de los gobernantes austriacos, creado por el duque Rodolfo IV en el Privilegium Maius de 1359, fue reconocido oficialmente por el emperador de Habsburgo Federico III, dando paso al Archiducado de Austria.

## Geografía
Inicialmente, el ducado era de extensión reducida, coincidente a grandes rasgos con el moderno estado de la Baja Austria. Como antigua Marca territorial, estaba localizado en la periferia oriengtal del Imperio, en las orillas norte y sur del Danubio, y al este del afluente Enns.
Drosendorf, Raabs, Laa y otras fortificaciones a lo largo del río Dyje, al norte de las regiones históricas de Waldviertel y Weinviertel, y separadas de la cordillera de Manhartsberg, marcaban la frontera con el Ducado de Bohemia (elevado a Reino en 1198) y con las tierras de Moravia, ambas en poder de la dinastía checa Premislida. En el este, la frontera imperial con el Reino de Hungría, (actualmente Eslovaquia), se había desplazado gradualmente hacia las llanuras del Río Morava, y el borde oriental de la Cuenca de Viena. En la orilla derecha del Danubio, el bajo Río Leitha marcó la frontera imperial–húngara durante siglos. En el sur, Austria bordeaba las tierras de Estiria, que también fueron elevadas a ducado, y se unificaron con Austria en 1192.

## Historia
El territorio originalmente habitado por los Celtas fue atravesado durante siglos por varias tribus germanas en tránsito y desde el siglo VI, colonizado por los ávaros, así como por las tribus eslavas, que sobre el año 600 fundaron el principado de Carantania en el sur. El Kaganato ávaro establecido en 567 comprendía la mayor parte de la posterior Marca de Austria hasta el río Ems, donde limitaba con el ducado raíz de Baviera. Temporalmente, formó parte del Imperio de Samo, desde 631 hasta 658, y más tarde, el territorio quedó bajo los constantes ataques de las fuerzas carolingias de Carlomagno desde 791 en adelante.
Alrededor del 800, Carlomagno, habiendo ganado varias victorias sobre los ávaros, estableció una Marca fronteriza en la región entre los ríos Ems y Raba, llamada la Marca Ávara, parte de la marca orientalis. El margraviato franco oriental se perdió de nuevo con la invasión magiar en 907 en la batalla de Bratislava, y restablecida como Marca bávara de Austria tras la victoria del rey Otón I de Alemania en la batalla de Lechfeld de 955. En 976, el emperador Otón II enfeudó al conde de Babenberg, Leopoldo I con el margraviato de Austria. Esto supuso un asentamiento alemán a gran escala (Ostsiedlung) a lo largo del Danubio, hasta la frontera con Hungría, que finalmente rompió la continuidad eslava entre los Eslavos occidentales (Eslovacos) y los Eslavos meridionales (Eslovenos).

### Casa de Babenberg
Aunque en la actualidad se le asocia fuertemente con la dinastía Habsburgo, Austria fue, hasta 1246, una posesión feudal de la joven Casa de Babenberg. El margrave Leopoldo IV (1136–1141) era un leal vasallo de la imperial Casa de Hohenstaufen en la lucha contra la dinastía güelfa bávara. En 1139, después de que el rey Conrado III de Alemania depusiera al duque güelfo Enrique X de Baviera, entregó el ducado bávaro a su medio hermano, el margrave Leopoldo. El hermano de Leopoldo y su sucesor, Enrique II de Austria fue enfeudado con Baviera en 1141. En 1156, el emperador Hohenstaufen, Federico I Barbarroja propició un acuerdo con los güelfos. En la Dieta Imperial de 1156 en Regensburg, Enrique II tuvo que renunciar al ducado bávaro en favor de Enrique el León. Como compensación, el margraviato de Babenberg fue elevado a ducado, confirmado por numerosos privilegios garantizados por el Privilegium Minus del 17 de septiembre.
El nuevo duque fijó su residencia en Viena, en lo que sería posteriormente el Palacio Imperial de Hofburg. También fundó la abadía de Schottenstift en Viena, como iglesia propia de los Babenberg, establecida con monjes irlandeses. Las tierras austríacas prosperaron, debido a su favorable situación sobre el Danubio, como importante ruta comercial desde Krems y Mautern, a través de Viena hasta Hungría y el Imperio Bizantino. Durante poco tiempo, los Babenbergs llegaron a ser una de las familias gobernantes más influyentes del Imperio, alcanzando su punto máximo bajo el reinado de Leopoldo V (1177–1194) y Leopold VI (1194–1230). En 1186, firmaron el Pacto de Georgenberg con el primer y último de los Otakars, el duque Otakar IV de Estiria y, a su muerte en 1192, adquirieron las tierras adyacentes de Estiria en el sur, que fueron gobernadas por Austria en unión personal hasta 1918. También expandieron su territorio a las antiguas tierras bávaras al oeste del río Enns, a lo largo del Traun, hasta la ciudad de Linz, la futura capital de la Alta Austria. 

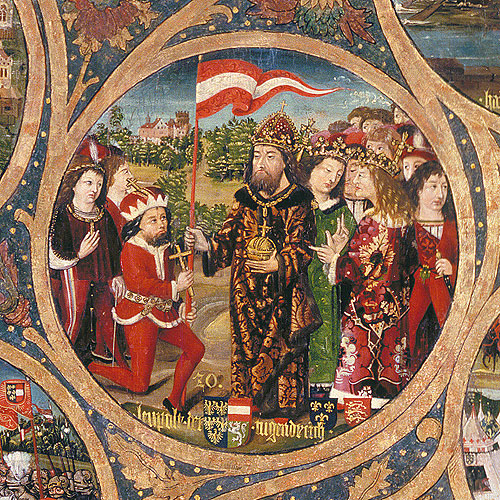
Leopoldo V es recompensado con el estandarte rojo-blanco-rojo por el emperador Enrique VI, detalle del Babenberg Pedigree, Klosterneuburg

En 1191, el duque Leopoldo V se unió a la Tercera Cruzada y al Sitio de Acre. Una vez conquistada y ocupada la ciudad, surgió una feroz disputa con el rey Ricardo Corazón de León, supuestamente por levantar Leopoldo el estandarte de los Babenberg al lado de las banderas reales de Ricardo y de Felipe II de Francia. Cuando el rey inglés atravesó Austria de vuelta a casa, Leopoldo le hizo arrestar en el castillo de Dürnstein. Entregado al emperador Enrique VI, Ricardo sólo fue liberado después de pagar un enorme suma, y el duque utilizó su parte para levantar la fortificación de Wiener Neustadt, cercana a la frontera húngara. Según la leyenda, el emperador le garantizó el permiso para llevar los colores rojo-blanco-rojo, que se convirtieron en la bandera de Austria.
Su hijo, Leopoldo VI, único gobernante de las tierras de Austria y Estiria desde 1198, se casó con la princesa bizantina Teodora Ángelo, y más tarde casó a su hia, Margarita con Enrique de Hohenstaufen, hijo del emperador Federico II Hohenstaufen, en 1225. Notables minnesingers, como Reinmar von Hagenau y Walther von der Vogelweide eran invitados regularmente a la corte de Viena y la poesía del Alto alemán medio floreció. El poema Cantar de los nibelungos surgió probablemente en tierras austríacas.
Sin embargo, el hijo de Leopoldo, el duque Federico II de Austria, entró en graves conflictos en cuanto accedió al trono en 1230, no sólo con la nobleza austríaca, sino también con el rey Wenceslao I de Bohemia, el rey Andrés II de Hungría, e incluso con el emperador Federico II por el supuesto enredo en la participación en la rebelión del cuñado del duque, Enrique de Hohenstaufen. Esto le acarreó la prohibición imperial y la expulsión de Viena en 1236. Aunque pudo reconciliarse más tarde con el emperador, el conflicto fronterizo con Hungría culminó en varios enfrentamientos armados después de 1242, después de que el rey Bela IV de Hungría atacara Austria para recuperar las tierras ocupadas. El duque Federico resultó muerto en 1246, en la batalla del río Leita, por lo que se extinguió la línea masculina de los Babenberg. 

### Fortuna y caída del rey Otakar
De acuerdo con la ley feudal, los feudos heredables recaían en el suzerano, el emperador del Sacro Imperio Romano Germánico. Sin embargo, el emperador Federico II, en los últimos años de su gobierno, se sintió debilitado por la lucha contra el papa Inocencio IV, y se vio atrapado en las guerras italianas entre güelfos y gibelinos. Su muerte en 1250 y la de su único hijo superviviente, Conrado IV, cuatro años después, acabó con la línea de gobernantes Hohenstaufen, sólo ocho años después de la extinción de la dinastía Babenberg. La extinción condujo al Gran Interregno, un período de varias décadas, durante el cual, se disputó el papel de los gobernantes del país. Mientras en los años siguientes varios candidatos fueron elegidos Rey de romanos, ninguno fue capaz de controlar el Imperio.

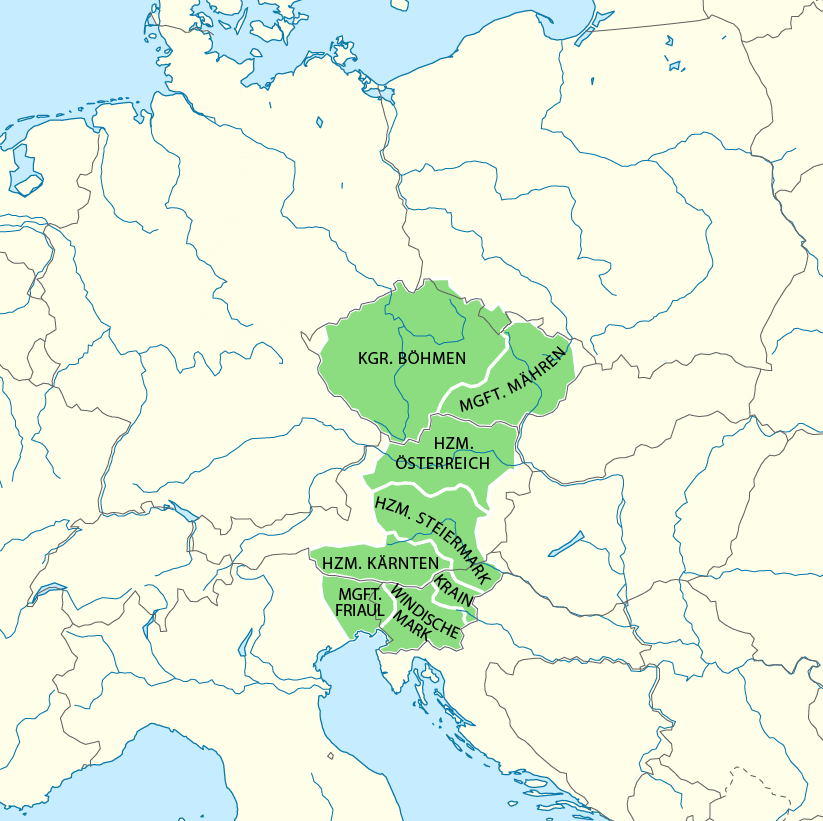
Adquisiciones de Otakar hasta 1276, superpuestas sobre las fronteras modernas

Fue el ambicioso gobernante Premislida Otakar II de Bohemia, hijo del rey Wenceslao I, el que aprovechó la ocasión para hacerse cargo del gobierno de las «tierras sin príncipe» del último duque Federico II el Belicoso. Refiriéndose al Privilegium Minus, el papa Inocencio IV, contra el principio feudal de herencia patrilineal, confirmó los derechos hereditarios de la hermana de Federico, Margarita, viuda de Enrique de Hohenstaufen, y de su sobrina, Gertrudis, viuda del hermano mayor de Otakar, Vladislao de Moravia, que murió en 1247. A la muerte del segundo marido de Gertrudis, Hermann VI de Baden, en 1250, Otakar invadió las tierras de Austria, aclamado por la nobleza local. Para fundamentar sus reclamaciones, se casó con Margarita (unos 30 años mayor que él) en 1252. El rey Bela IV impugnó esto, por el tercer matrimonio de Gertrudis con su pariente Roman Danylovich, y ocupó las tierras de Estiria. Sin embargo, Otakar prevaleció y derrotó a las tropas húngaras en la batalla de Kressenbrunn. Rey bohemio desde 1253, ahora era el único gobernante de las tierras de Bohemia, Moravia, Austria y Estiria, una anticipación de la futura monarquía Habsburgo en 1526.
En 1269, Otakar controlaba el Ducado de Carintia, con la Marca de Carniola y la Marca víndica más al sur. En total, su reino centroeuropeo se extendía desde la frontera Polonia con los Sudetes hasta la costa del mar Adriático en el sur. Cuando fracasó en ser elegido rey de romanos en 1273, impugnó la elección del candidato ganador, el conde de Suabia, Rodolfo I de Habsburgo. Sin embargo, Rodolfo fue capaz de asegurar su gobierno como el primer rey alemán después del Gran Interregno. Por su autoridad imperial, se apoderó de los «territorios alienados» por Otakar, y los añadió a los suyos ya extensos de Suabia. Otakar fue finalmente derrotado y asesinado por las fuerzas unidas de Austria y Hungría en la batalla de Marchfeld de 1278.

### Casa de Habsburgo

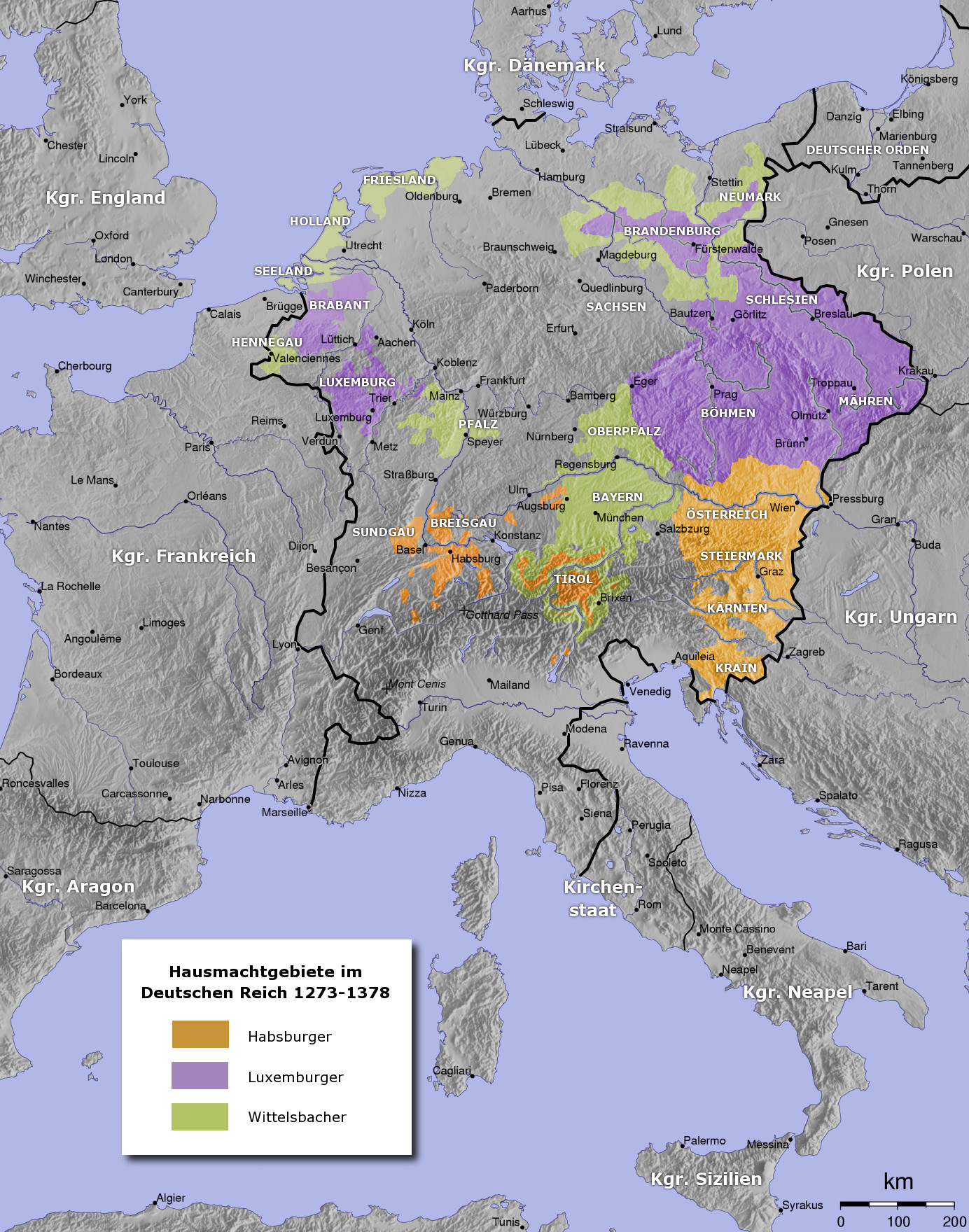
Dominios dentro del Sacro Imperio Romano Germánico:Habsburgo (naranja), Luxemburgo (violeta) y Wittelsbach (verde). Siglo XIV

Rodolfo casó a su hija Judith con el hijo de Otakar, Wenceslao II, que conservó el reino de Bohemia. Habiendo alcanzado un acuerdo con los príncipes electores, concedió los dominios austríacos a sus hijos, Alberto y Rodolfo II en la Dieta de Augsburgo de 1282, elevándolos a Príncipes del Sacro Imperio Romano Germánico. El derecho de primogenitura fue implementado con el tratado de Rheinfelden un año después. Los descendientes de Rodolfo gobernaron Austria y Estiria hasta 1918.
En los siglos XIV y XV, los Habsburgos acumularon más provincias en la parte sudeste del Imperio: el Ducado de Carintia con la Marca de Carniola, inicialmente cedida a la Casa de Gorizia, quedó bajo el dominio Habsburgo en 1335; el Condado de Tirol fue cedido al duque Rodolfo IV de Austria por la condesa Margarita en 1363. Estos territorios, juntos, fueron conocidos como «Tierras hereditarias de los Habsburgo», aunque a veces se les conocía sumariamente como Austria. Rodolfo estableció su residencia en el Palacio Imperial de Hofburg de Viena y en 1358/59 hizo falsificar el Privilegium Maius para elevarse a privilegiado archiduque del Imperio.
Los dos siglos siguientes fueron turbulentos para el Ducado. Bajo el gobierno Habsburgo, se llevaron a cabo varias persecuciones inquisitoriales contra los valdenses, especialmente por el clérigo Petrus Zwicker, a finales del siglo XIV. Tras el breve, pero agitado gobierno de Rodolfo IV,sus hermanos, Alberto III y Leopoldo III, se dividieron los dominios austríacos, de acuerdo con el Tratado de Neuberg, firmado en 1379. Alberto retuvo Austria propiamente dicha, mientras Leopoldo se quedó con el resto de territorios. En 1402, hubo otra división en la línea Leopoldina, cuando el duque  Ernesto tomó Austria Interior (o sea, los ducados de Estiria, Carintia y Carniola), y el duque Federico IV se convirtió en gobernante de Tirol y de Austria Anterior. Las particiones debilitaron decisivamente la posición de los Habsburgo, en favor de sus rivales de las dinastías de Luxemburgo y de Wittelsbach.
Los Habsburgo de la línea Albertina fueron elevados de nuevo al trono imperial, cuando en 1438, el duque Alberto V de Austria fue elegido Rey de Romanos, como sucesor de su suegro de la Casa de Luxemburgo, el emperador Segismundo. Aunque el reinado de Alberto abarcó sólo un año, fue sucedido por su primo leopoldino, Federico V, que finalmente reunificó los territorios de los Habsburgo, tras la extinción de la línea albertina (1457) y de la línea tirolesa mayor (1490). El duque Federico fue coronado emperador (como Federico III) en 1452 y reconoció formalmente la elevación de Austria a archiducado un año después, después de lo cual, todos los príncipes Habsburgo llevaron el título archiducal. Sólo dos emperadores no pertenecientes a los Habsburgo reinaron entre 1438 y 1806, cuando renunció el emperador Francisco II.